# Tiszakanyár
Tiszakanyár község Szabolcs-Szatmár-Bereg vármegyében, a Kisvárdai járásban.

## Fekvése
A Rétközben, Dombrád kisváros mellett, attól északkeletre, a Tisza mellett, annak bal partján fekvő település.
A szomszéd települések: észak felől Ricse, északkelet felől Szabolcsveresmart, kelet felől Kékcse, dél felől Pátroha, délnyugat felől Dombrád, nyugat-északnyugat felől pedig Cigánd. Közigazgatási területe délkelet felől egy ponton érintkezik Rétközberencs határszélével is.

### Megközelítése
A település területén végighalad a Sátoraljaújhely-Cigánd-Kisvárda között húzódó, a 37-es és 4-es főutakat összekötő 381-es főút, ez a legfontosabb közúti elérési útvonala az említett városok és főutak mindegyike felől. Központján azonban csak a 3834-es út vezet végig, ezen érhető el Dombrád és Kékcse felől is. A Tisza túlsó partjával a 381-es főút II. Rákóczi Ferenc Tisza-hídja köti össze.

## Története
Tiszakanyár nevét a korabeli oklevelek 1381-ben említik először, nevét már az 1300-as évek végén is mai alakjában írták.
1446-ban a falu birtokosa a Bezdédy család volt.
1477-ben a leleszi konvent is részbirtokokat szerez a településen.
A 16. századtól a 20. század elejéig nagyobb birtokosa a leleszi konvent volt.
1876-ban a faluban nagy árvíz volt, mely a falu nagy részét elpusztította, azonban a település hamarosan újra felépült.

## Közélete

### Polgármesterei
- 1990–1994: Balogh Zoltán (független)[3]
- 1994–1998: Lenyu Mihály (független)[4]
- 1998–2002: Dr. Kovács Tibor (Fidesz)[5]
- 2002–2006: Dr. Kovács Tibor (Fidesz)[6]
- 2006–2010: Dr. Kovács Tibor László (független)[7]
- 2010–2014: Háda Krisztián Sándor (független)[8]
- 2014–2019: Háda György (Fidesz-KDNP)[9]
- 2019–2024: Háda György (Fidesz-KDNP)[10]
- 2024– : Háda György (Fidesz-KDNP)[1]

## Népesség
A település népességének változása:
| Lakosok száma | 1599 | 1587 | 1576 | 1456 | 1498 | 1495 | 1493 |
|               | 2013 | 2014 | 2015 | 2021 | 2022 | 2023 | 2024 |

2001-ben a település lakosságának 90%-a magyar, 10%-a cigány nemzetiségűnek vallotta magát.
A 2011-es népszámlálás során a lakosok 95%-a magyarnak, 23,1% cigánynak, 0,3% németnek, 0,5% ukránnak mondta magát (5% nem nyilatkozott; a kettős identitások miatt a végösszeg nagyobb lehet 100%-nál). A vallási megoszlás a következő volt: római katolikus 12,3%, református 55%, görögkatolikus 1,7%, evangélikus 0,5%, felekezeten kívüli 5,4% (20,7% nem válaszolt).
2022-ben a lakosság 89,5%-a vallotta magát magyarnak, 5,8% cigánynak, 0,7% németnek, 0,4% ruszinnak, 0,4% ukránnak, 0,3% bolgárnak, 0,1-0,1% lengyelnek és szlováknak, 1,5% egyéb, nem hazai nemzetiségűnek (10,5% nem nyilatkozott; a kettős identitások miatt a végösszeg nagyobb lehet 100%-nál). Vallásuk szerint 7,2% volt római katolikus, 37,5% református, 1,9% görög katolikus, 2,1% egyéb keresztény, 0,1% ortodox, 2,3% felekezeten kívüli (48,5% nem válaszolt).

## Nevezetességei
- Református temploma, mely 1813-ban épült.
- Honfoglalás Park